# Барон Айліфф
Барон Айліфф з Яттендона в графстві Беркшир — спадковий титул у системі Перства Сполученого Королівства. Він був створений 22 червня 1933 року для газетного магната сера Едварда Айліфф (1877—1960). Протягом багатьох років родина Айліфф контролювала газети в Бірмінгемі й Ковентрі, у тому числі «Бірмінгем Пост», «Бірмінгем Мейл» та «Ковентрі Телеграф», а також була співвласницею «Дейлі Телеграф». 
Перший барон Айліфф також представляв Тамворт у Палаті громад від консервативної партії (1923—1929). Станом на 2010 рік носієм титулу є його онук, Роберт Пітер Річард Айліфф, 3-й барон Айліфф (нар. 1944), який став наступником свого дядька в 1996 році. Він є сьогоднішнім комодором яхт-клубу «Royal Yacht Squadron» у Каус Касла на острові Вайт. 
Лорд Айліфф та інші члени сім'ї, згідно «Санді Таймс» від 2006 року, володіють статками в розмірі 200 мільйонів фунтів стерлінгів.

## Барони Айліфф
| Ім'я                                                   | Роки правління   | Титул                              | Примітки                                                                        |
| ------------------------------------------------------ | ---------------- | ---------------------------------- | ------------------------------------------------------------------------------- |
| Едвард Моґер Айліфф (17 травня 1877 — 25 липня 1960)   | 1933 — 1960      | 1-й барон Айліфф                   | Другий син Вільяма Ісаака Айліффа (1843 — 1917)                                 |
| Едвард Ленгтон Айліфф (25 січня 1908 — 15 лютого 1996) | 1960 — 1996      | 2-й барон Айліфф                   | Старший син попереднього                                                        |
| Роберт Пітер Річард Айліфф (нар. 22 листопада 1944)    | 1996 — даний час | 3-й барон Айліфф                   | Старший син Вільяма Генрі Річарда Айліффа (1911 — 1959), племінник попереднього |
| Едвард Річард Айліфф(нар. 13 вересня 1968)             |                  | Спадкоємець титулу, вельмишановний | Старший син попереднього                                                        |
| Генрі Роберт Джон Айліфф(нар. 9 вересня 1999)          |                  | Спадкоємець спадкоємця             | Єдиний син попереднього                                                         |